# Lagoa de Iriry
A Lagoa de Iriry, conhecida também como Lagoa Doce, Lagoa Iodada, ou Lagoa da Coca-Cola é um corpo d’água localizado no município fluminense de Rio das Ostras, entre o bairro de Jardim Bela Vista e estendendo-se até o bairro Mar y Lago e partes de Terra Firme. A lagoa e a área de proteção ambiental que a cerca possuem diversas trilhas, quiosques, praias, áreas de lazer e um mirante, sendo um dos pontos turísticos mais famosos da cidade. A orla localizada em Jardim Bela Vista concentra a maior parte das instalações recreativas da lagoa.

## Origem do nome
Iriry vem da língua indígena tupi e significa lagoa das conchas ou lagoa dos moluscos. O nome é a junção de ig (água, lagoa ou rio) + reri ou riri (concha ou molusco).

## Características
A água é doce e ácida (pH 5,3), possui temperatura alta (26° C), é rica em compostos orgânicos e oxigênio e tem histórico de boa balneabilidade.

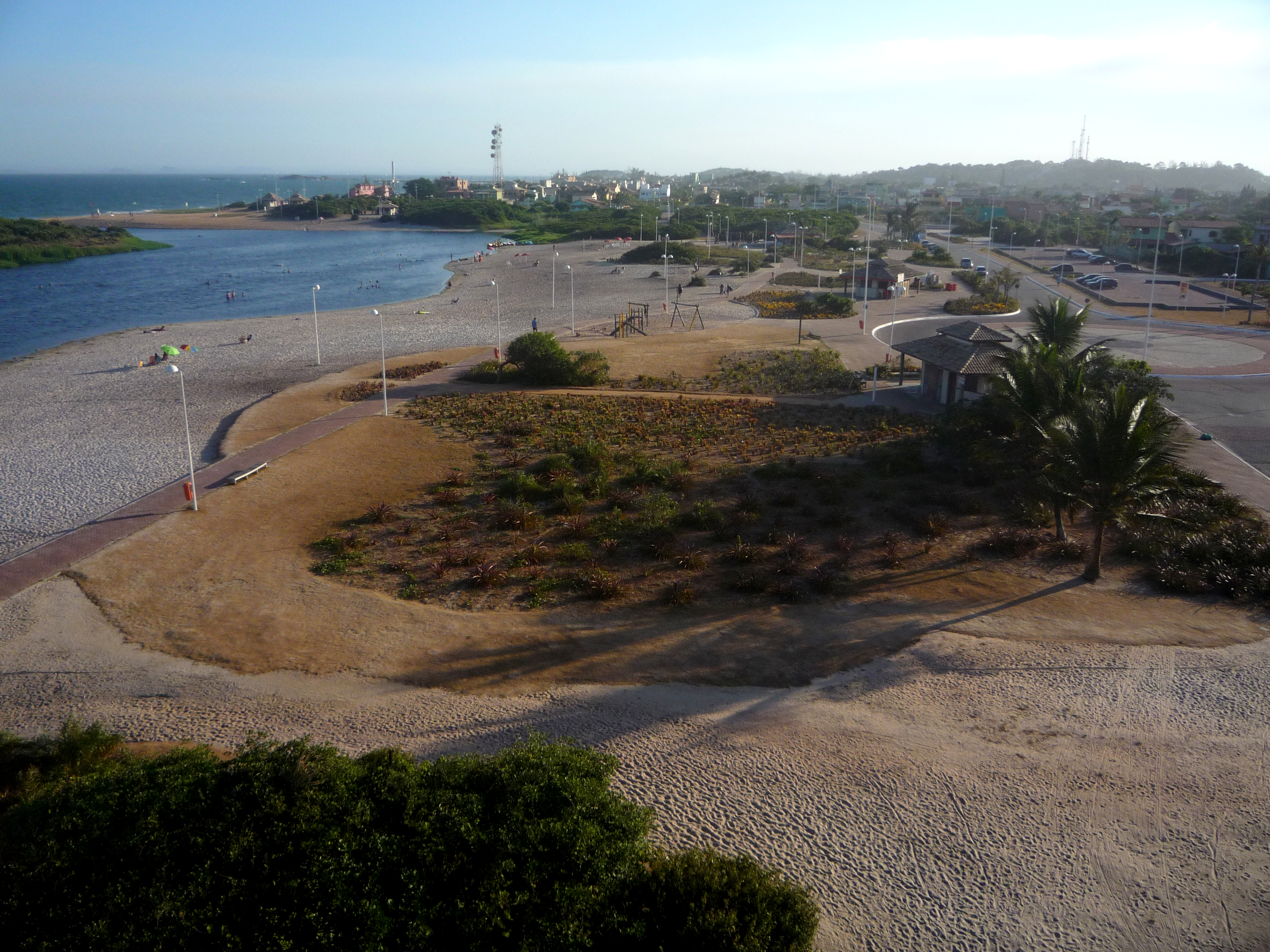
Orla da Lagoa de Iriry.

A aparência marrom-avermelhada das águas é consequência da alta concentração de sais como iodo, além dos óxidos, ácidos húmicos e ácidos fúlvicos dissolvidos na lagoa que são resultados da decomposição incompleta de material orgânico como folhas e galhos. O acúmulo destas substâncias não permite a penetração da luz na água, o que provoca a sua aparência escura. Estas substâncias, apesar de pouco usadas pela biota da lagoa, não são tóxicas ou consideradas uma fonte de poluição.
O leito da lagoa é formado por areia e terra, além de manchas de lodo e camadas de material em decomposição. A renovação das águas é lenta e o escoamento é realizado principalmente através da absorção e da evaporação, enquanto a reposição das águas é em sua maior parte feita pelo lençol freático que alimenta a lagoa, seguido pelas águas pluviais. Faixas adjacentes ao redor da lagoa que não possuem profundidade o suficiente para acumularem água a todo momento estão sempre parcialmente úmidas devido à proximidade com o lençol d’água subterrâneo e alagam-se durante fortes chuvas. No passado costumava abrir sua barra de comunicação com o mar, fato que atualmente não mais ocorre. É comum o rompimento da barra de areia que separa a lagoa da praia durante épocas chuvosas, promovendo o esvaziamento parcial da lagoa e a renovação das águas. O fenômeno é natural e benéfico. A barreira de areia é reconstruída com a ação das ondas e a lagoa retoma ao nível normal de água em algumas semanas.

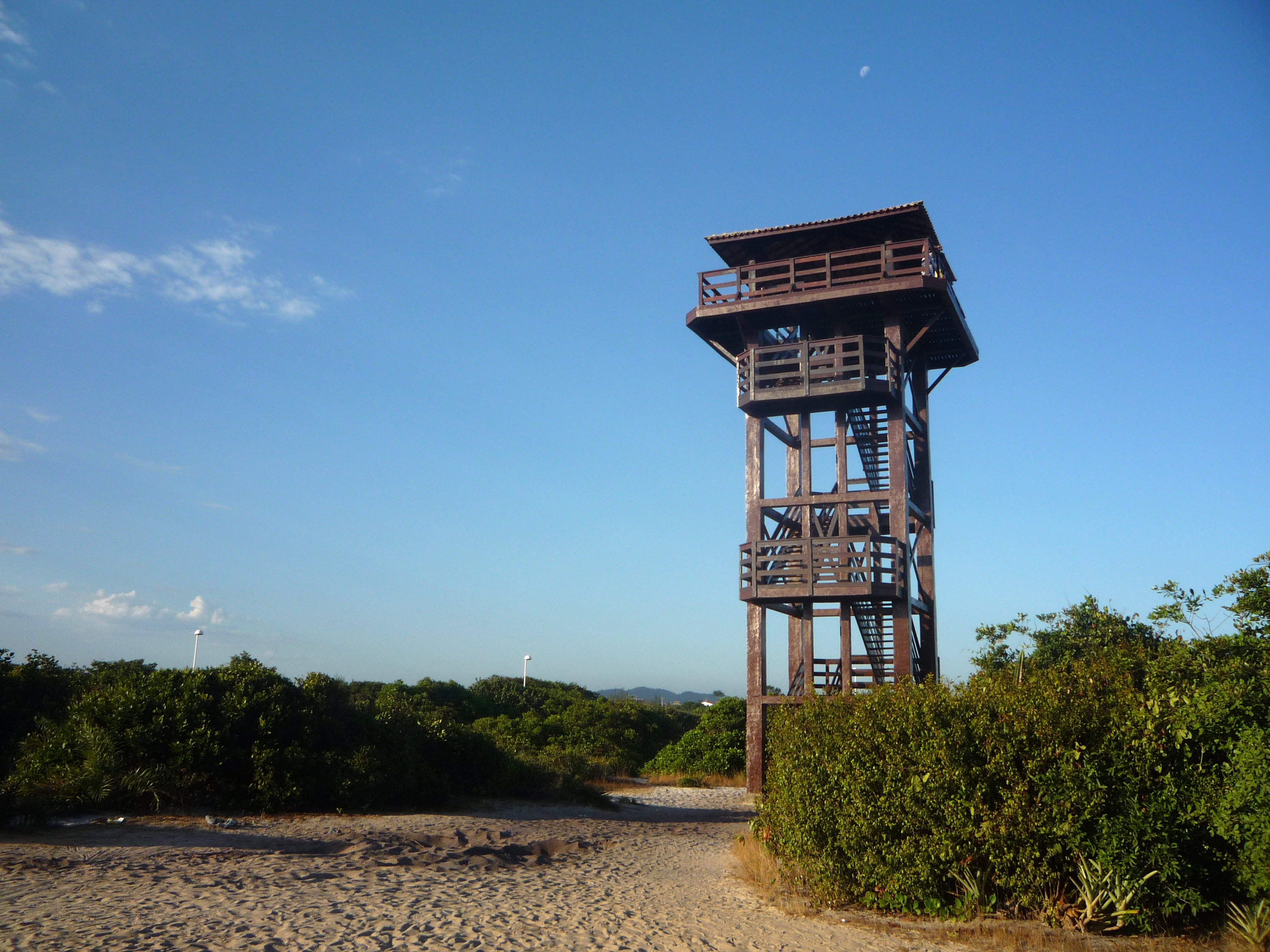
Mirante da Lagoa de Iriry, em 2010.

Localizada na bacia hidrográfica do Rio das Ostras, com um perímetro de 2,65 km, um comprimento e largura de 0,63 e 0,71 km e profundidade média de 1,5 metro a lagoa posiciona-se meio à depressão para onde escorrem as águas da chuva e do lençol freático que formam o espelho d’água da Lagoa de Iriry. A região no entorno é aparentemente plana, com poucas ondulações na superfície, destacando-se apenas o cômoro na parte costeira. O relevo da área da lagoa foi moldado com os movimentos e as oscilações do nível do mar nos últimos 10 mil anos, juntamente com as correntes marítimas e mais recentemente pela ação dos ventos.